# SKEMA Business School
Skema Business School è una business school fondata a Lilla nel 2009. Dispone di sei campus, in Francia e all'estero: Belo Horizonte, Città del Capo, Suresnes, Raleigh, Sophia-Antipolis e Suzhou.